# Эстония на летних Олимпийских играх 2020
Эстония на летних Олимпийских играх 2020 года в Токио была представлена 33 спортсменами в 14 видах спорта. 
Мартин Алликвеэ, Энели Ефимова и Крегор Зирк представили Эстонию в плавании, Ксения Балта, Йоханнес Эрм, Роман Фости, Расмус Мяги, Тиидрек Нурме, Янек Ыйглане, Карел Тилга и Майкель Уйбо — в лёгкой атлетике, Юлия Беляева, Ирина Эмбрих, Эрика Кирпу, Катрина Лехис — в фехтовании, Дина Эллерманн — в конном спорте, Тыну Эндрексон, Аллар Рая, Каспар Таймсоо и Юри-Микк Удам — в академической гребле, Танел Кангерт и Пеэтер Пруус - в шоссейном велоспорте, Кайди Кивиоя — в триатлоне, Анетт Контавейт — в теннисе, Кристин Кууба и Рауль Муст — в бадминтоне, Яника Лыйв — в кросс-кантри, Эпп Мяэ и Артур Вититин — в вольной и греко-римской борьбе соответственно, Григорий Минашкин — в дзюдо, Пеэтер Олеск — в стрельбе, Рина Пярнат - в стрельбе из лука, Ингрид Пууста и Карл-Мартин Раммо — в парусном спорте. 
Эстонский олимпийский комитет установил размеры призовых медалистам олимпиады: золотым медалистам - €100 000; серебряным медалистам - €70 000; бронзовым медалистам - €45 000. Также все олимпийские чемпионы по состоянию на февраль 2020 года получают пожизненное пособие в размере €4 600 в год. За десять лет до достижения пенсионного возраста (сейчас это 55 лет) добавляется дополнительная господдержка, которая приравнена к среднему размеру оплаты труда по стране - по состоянию на февраль 2020 года господдержка составляла €1 291 в месяц. По состоянию на февраль 2020 года поддержка серебряных призеров Олимпийских игр составляет €2 700 в год, а бронзовых призеров - €2 350 в год.
Игры должны были состояться в 2020 году, однако в связи с пандемией COVID-19 международный олимпийский комитет принял решение об их переносе на 2021 год.
Знаменосцами национальной сборной Эстонии на церемонии открытия игр выступили Тыну Эндрексон и Дина Эллерманн.

## Медали
| Золото |                                                      |                              |         |
| №      | Спортсмены                                           | Вид спорта (дисциплина)      | Дата    |
| 1      | Юлия Беляева Эрика Кирпу Катарина Лехис Ирина Эмбрих | Фехтование (командная шпага) | 27 июля |

| Бронза |               |                         |         |
| №      | Спортсмены    | Вид спорта (дисциплина) | Дата    |
| 1      | Катрина Лехис | Фехтование (шпага)      | 24 июля |